# NGC 1974
NGC 1974 је расејано звездано јато у сазвежђу Златна риба које се налази на NGC листи објеката дубоког неба.
Деклинација објекта је - 67° 25' 23" а ректасцензија 5h 28m 0,4s. Привидна величина (магнитуда) објекта NGC 1974 износи 9,0. NGC 1974 је још познат и под ознакама NGC 1991, ESO 85-SC89.